# Eudule sororcula
Eudule sororcula là một loài bướm đêm trong họ Geometridae.